# Ninoxe rouilleuse
Ninox ios
Espèce
Statut de conservation UICN

 VU C2a(i) : Vulnérable
Statut CITES
La Ninoxe rouilleuse (Ninox ios) est une espèce de chouette endémique à l'île de Sulawesi, en Indonésie. Elle a été décrite par l'ornithologue américaine Pamela C. Rasmussen en 1999 en se basant sur un seul échantillon prélevé par Frank Rozendaal dans le Parc national Bogani Nani Wartabone au nord de l'île, en 1985. Par la suite elle a également été observée dans le Parc national de Lore Lindu dans le centre de l'île, élargissant considérablement l'éventail de ses habitats connus.

## Description
C'est une petite (longueur totale 22 cm) chouette qui possède une queue relativement longue et d'étroites ailes pointues.

## Habitat et comportement
Les quatre spécimens connus indiquent que c'est une espèce nocturne vivant dans les forêts entre 1 100 et 1 700 m d'altitude. Son comportement est très peu connu. Sur la base de similitudes morphologiques avec les Aegothelidae, Rasmussen suggère qu'elle doit se nourrir d'insectes et autres invertébrés attrapés en vol.